# UEFA 유로 2008 D조

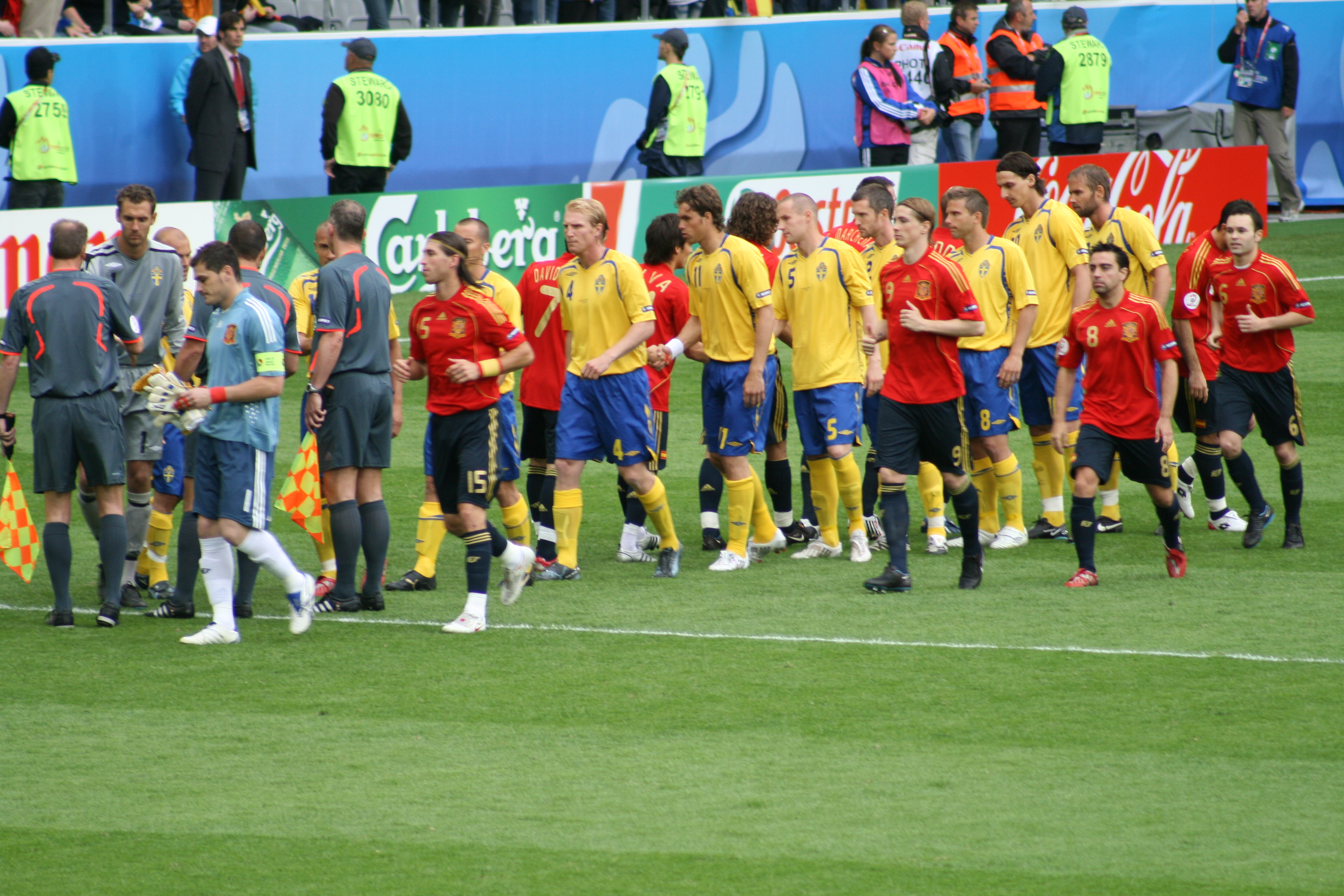
경기를 앞두고 악수를 나누는 스웨덴과 스페인 선수들.

UEFA 유로 2008 D조는 2008년 6월 10일부터 18일까지 진행되었다. 6경기는 모두 오스트리아의 인스브루크와 잘츠부르크에서 진행되었다. D조에는 전 대회인 유로 2004를 우승한 그리스를 비롯해 스웨덴, 스페인, 그리고 러시아가 편성되었다. 이 중 그리스, 스페인, 그리고 러시아는 전 유럽 선수권 대회에서 같은 조에 속해 있었다.
1차전에서 러시아에 4-1 대승을 거둔 스페인은 스웨덴과의 2차전에서도 2-1로 이기며 8강 진출을 조기에 확정지었다. 같은 날 러시아가 그리스를 이기면서 스페인은 조 1위를 확정지었고, 동시에 그리스의 조기 탈락도 확정되었다. 조 2위 자리는 스웨덴-러시아 경기의 향방에 따라 갈리게 되었는데, 스웨덴은 비기기만 해도 진출할 수 있는 유리한 고지를선점했다. 그러나, 러시아는 전반전과 후반전에 1골씩 넣어 스웨덴에 2-0 완승을 거두고 8강행 막차에 올랐다. 한편, 전반전에 선제골을 실점하고 끌려가던 스페인은 후반전에 2골을 기록해 경기를 뒤집었는데, 역전골은 정규 시간 종료 3분 전에 터져, 8강전에 3전전승으로 오른 3번째 국가가 되었다.
한편, 유로 2004에서 정상에 오른 그리스는 조별 리그 3경기를 모두 패하며, 승점을 1점도 수확하지 못하고 탈락하면서, 유럽 선수권 대회 역사상 최악의 전 대회 우승국으로 기록에 남았다.

## 참가국
| 편성기호 | 국가   | 포트 | 본선 진출 경로 | 본선 진출 확정일 | 본선 진출 횟수 | 최근 출전 대회 | 역대 최고 성적 | 유럽 축구 연맹 랭킹 | 유럽 축구 연맹 랭킹 | 국제 축구 연맹 랭킹 (2008년 6월) |
| 편성기호 | 국가   | 포트 | 본선 진출 경로 | 본선 진출 확정일 | 본선 진출 횟수 | 최근 출전 대회 | 역대 최고 성적 | 2007년 11월         | 2008년 5월          | 국제 축구 연맹 랭킹 (2008년 6월) |
| -------- | ------ | ---- | -------------- | ---------------- | -------------- | -------------- | -------------- | ------------------- | ------------------- | -------------------------------- |
| D1       | 그리스 | 1    | C조 1위        | 2007년 10월 17일 | 3회            | 2004           | 우승 (2004)    | 11위                | 9위                 | 8위                              |
| D2       | 스웨덴 | 2    | F조 2위        | 2007년 11월 21일 | 4회            | 2004           | 4강 (1992)     | 5위                 | 10위                | 30위                             |
| D3       | 스페인 | 3    | F조 1위        | 2007년 11월 17일 | 8회            | 2004           | 우승 (1964)    | 9위                 | 8위                 | 4위                              |
| D4       | 러시아 | 4    | E조 2위        | 2007년 11월 21일 | 9회            | 2004           | 우승 (1960)    | 15위                | 15위                | 24위                             |

참고
1. ↑  2007년 11월은 조 추첨 당시 포트 배정에 쓰인 랭킹이었다.
2. ↑  2008년 5월, 유럽 축구 연맹은 2007년 11월까지의 성적을 반영한 새 랭킹 체계를 발표했다.
3. ↑  러시아는 1960년 대회부터 1988년 대회까지 소련의 국명으로, 1992년에는 독립국가연합의 국명으로 참가했다.

## 순위
| 순위 | 팀     | 경기 | 승 | 무 | 패 | 득 | 실 | 차 | 승점 | 통과               |
| ---- | ------ | ---- | -- | -- | -- | -- | -- | -- | ---- | ------------------ |
| 1    | 스페인 | 3    | 3  | 0  | 0  | 8  | 3  | +5 | 9    | 결선 토너먼트 진출 |
| 2    | 러시아 | 3    | 2  | 0  | 1  | 4  | 4  | 0  | 6    | 결선 토너먼트 진출 |
| 3    | 스웨덴 | 3    | 1  | 0  | 2  | 3  | 4  | −1 | 3    |                    |
| 4    | 그리스 | 3    | 0  | 0  | 3  | 1  | 5  | −4 | 0    |                    |

8강전 진출국은 다음과 같다:
- D조 1위를 차지한 스페인은 C조 2위를 차지한 이탈리아를 상대한다.
- D조 2위를 차지한 러시아는 C조 1위를 차지한 네덜란드를 상대한다.

## 경기
모든 경기 시각은 중앙유럽 일광 절약 시간대 (UTC+02:00)를 기준으로 되어 있다.

### 스페인 vs 러시아

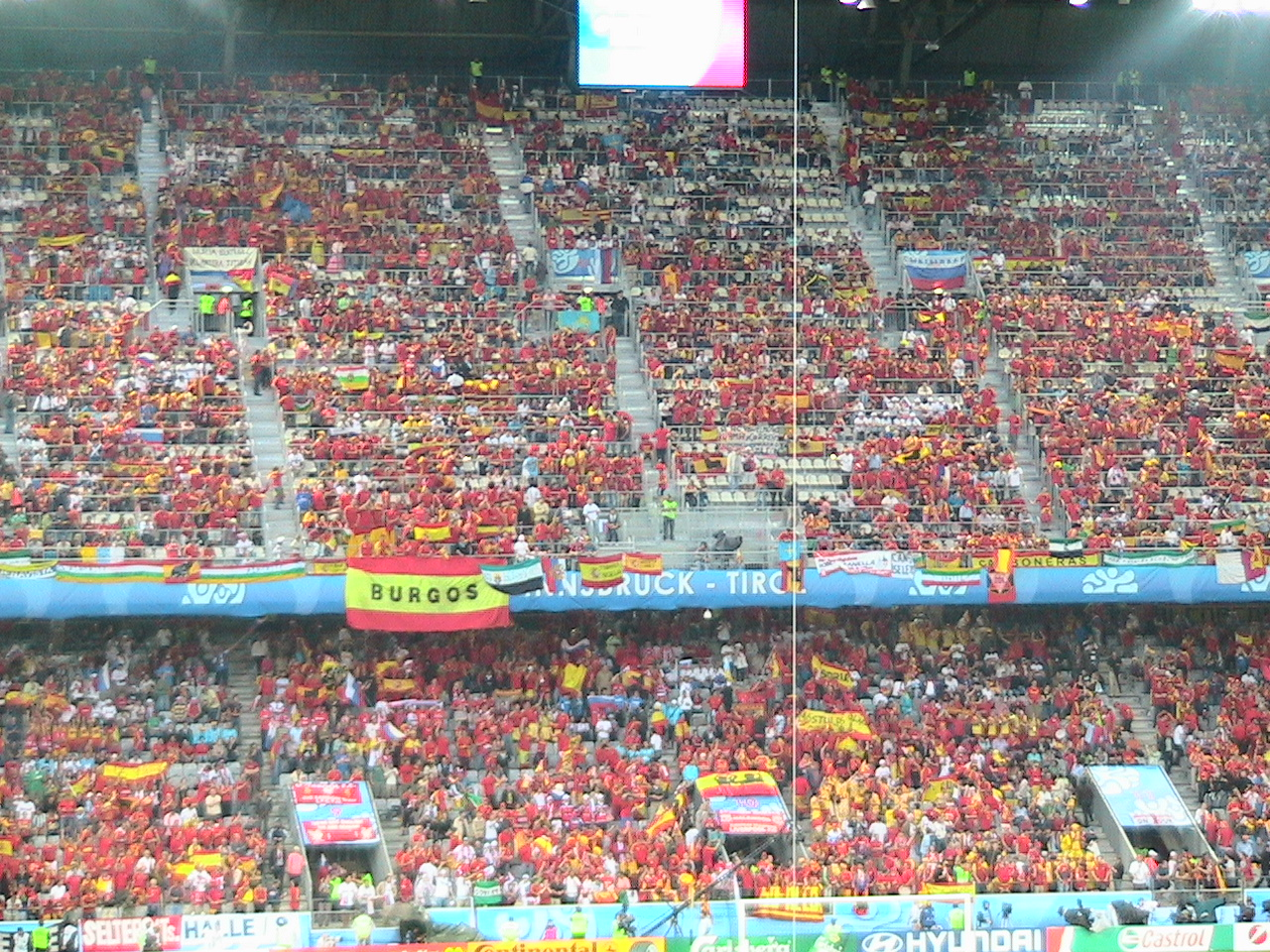
경기장에 웅집한 스페인 국가대표팀 지지자들

| 스페인                                | 4-1    | 러시아         |
| ------------------------------------- | ------ | -------------- |
| 비야 20′, 44′, 75′ · 파브레가스 90+1′ | 리포트 | 파블류첸코 86′ |

| 스페인 | 러시아 |

| GK                | 1  | 이케르 카시야스 (주장) |  |     |
| RB                | 15 | 세르히오 라모스        |  |     |
| CB                | 5  | 카를레스 푸욜          |  |     |
| CB                | 4  | 카를로스 마르체나      |  |     |
| LB                | 11 | 주안 카프데빌라        |  |     |
| RM                | 21 | 다비드 실바            |  | 77′ |
| CM                | 19 | 마르코스 세나          |  |     |
| CM                | 8  | 차비                   |  |     |
| LM                | 6  | 안드레스 이니에스타    |  | 63′ |
| CF                | 7  | 다비드 비야            |  |     |
| CF                | 9  | 페르난도 토레스        |  | 54′ |
| 교체 선수:        |    |                        |  |     |
| MF                | 10 | 세스크 파브레가스      |  | 54′ |
| MF                | 12 | 산티 카솔라            |  | 63′ |
| MF                | 14 | 샤비 알론소            |  | 77′ |
| 감독:             |    |                        |  |     |
| 루이스 아라고네스 |    |                        |  |     |

| GK          | 1  | 이고리 아킨페예프       |  |     |     |
| RB          | 22 | 알렉산드르 아뉴코프     |  |     |     |
| CB          | 14 | 로만 시로코프           |  |     |     |
| CB          | 8  | 데니스 콜로딘           |  |     |     |
| LB          | 18 | 유리 지르코프           |  |     |     |
| DM          | 11 | 세르게이 세마크 (주장)  |  |     |     |
| CM          | 17 | 콘스탄틴 지랴노프       |  |     |     |
| CM          | 20 | 이고리 셈쇼프           |  | 58′ |     |
| RW          | 21 | 드미트리 시초프         |  | 46′ |     |
| LW          | 15 | 디니야르 빌랼레트디노프 |  |     |     |
| CF          | 19 | 로만 파블류첸코         |  |     |     |
| 교체 선수:  |    |                         |  |     |     |
| MF          | 23 | 블라디미르 비스트로프   |  | 46′ | 70′ |
| MF          | 7  | 드미트리 토르빈스키     |  | 58′ |     |
| FW          | 6  | 로만 아다모프           |  |     | 70′ |
| 감독:       |    |                         |  |     |     |
| 휘스 히딩크 |    |                         |  |     |     |

| 최우수 선수: 다비드 비야 (스페인) 부심: 마르쿠스 마이르 (오스트리아) 에곤 베로이터(오스트리아) 대기심: 그제고시 길레프스키 (폴란드) 대기 부심: 카르스텐 카다흐 (독일) |

### 그리스 vs 스웨덴

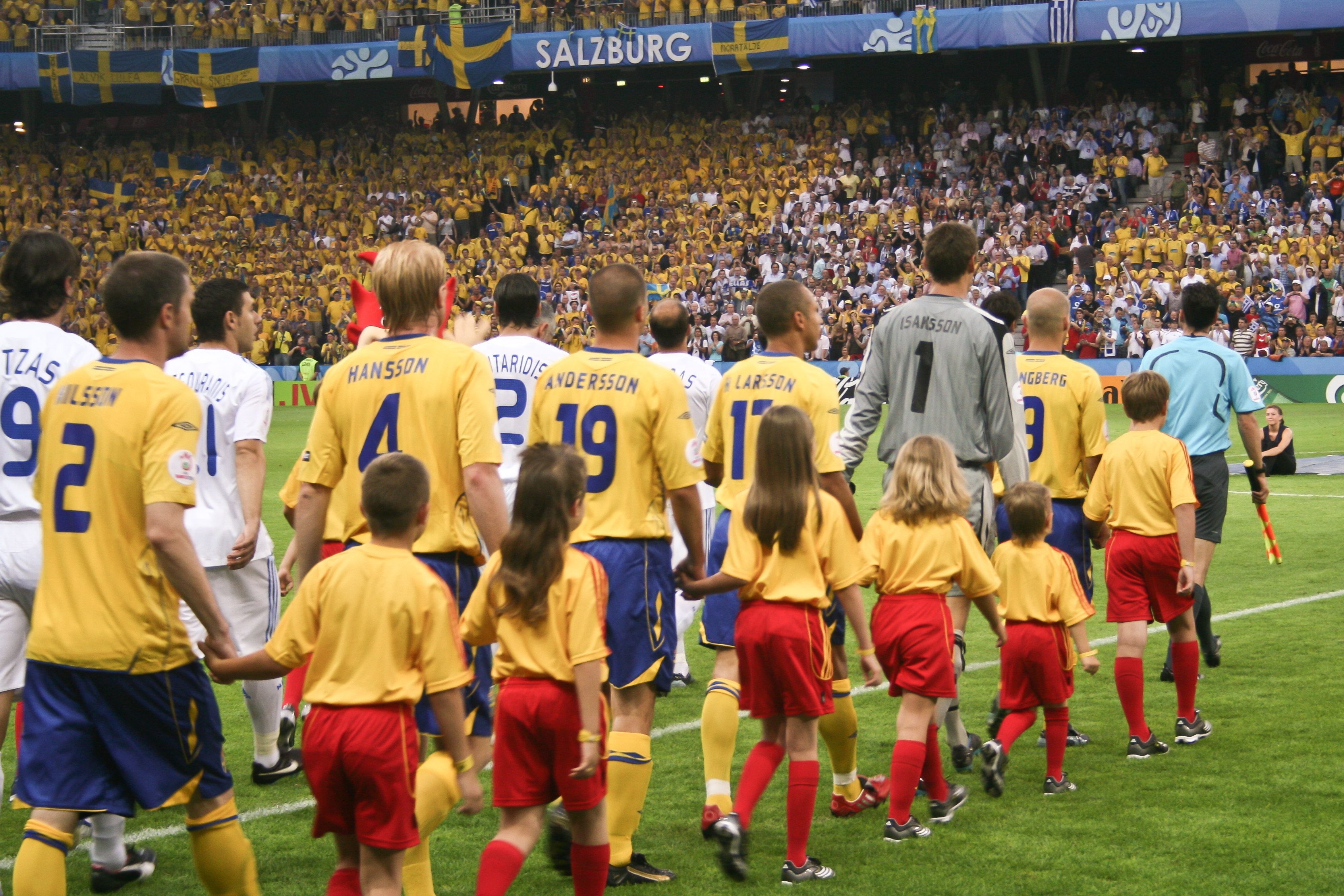
경기장에 입장하는 양국 선수들

| 그리스 | 0–2    | 스웨덴                        |
| ------ | ------ | ----------------------------- |
|        | 리포트 | 이브라히모비치 67′ · 한손 72′ |

| 그리스 | 스웨덴 |

| GK          | 1  | 안토니오스 니코폴리디스  |     |     |
| RB          | 2  | 유르카스 세이타리디스    | 51′ |     |
| CB          | 16 | 소티리오스 키르야코스    |     |     |
| CB          | 19 | 파라스케바스 안차스      |     |     |
| CB          | 5  | 트라야노스 델라스        |     | 70′ |
| LB          | 15 | 바실리스 토로시디스      | 61′ |     |
| RM          | 9  | 앙겔로스 하리스테아스    | 1′  |     |
| CM          | 6  | 앙겔로스 바시나스 (주장) |     |     |
| CM          | 21 | 코스타스 카추라니스      |     |     |
| LM          | 10 | 요르고스 카라구니스      |     |     |
| CF          | 17 | 테오파니스 게카스        |     | 46′ |
| 교체 선수:  |    |                          |     |     |
| FW          | 7  | 요르고스 사마라스        |     | 46′ |
| FW          | 20 | 요안니스 아마나티디스    |     | 70′ |
| 감독:       |    |                          |     |     |
| 오토 레하겔 |    |                          |     |     |

| GK                | 1  | 안드레아스 이삭손     |  |     |
| RB                | 7  | 니클라스 알렉산데르손 |  | 74′ |
| CB                | 3  | 올로프 멜베리         |  |     |
| CB                | 4  | 페테르 한손           |  |     |
| LB                | 2  | 미카엘 닐손           |  |     |
| DM                | 8  | 안데르스 스벤손       |  |     |
| RM                | 21 | 크리스티안 빌헬름손   |  | 78′ |
| LM                | 9  | 프레디 융베리 (주장)  |  |     |
| AM                | 19 | 다니엘 안데르손       |  |     |
| CF                | 10 | 즐라탄 이브라히모비치 |  | 71′ |
| CF                | 17 | 헨리크 라르손         |  |     |
| 교체 선수:        |    |                       |  |     |
| FW                | 11 | 요한 엘만데르         |  | 71′ |
| DF                | 5  | 프레드리크 스토르     |  | 74′ |
| FW                | 22 | 마르쿠스 로센베리     |  | 78′ |
| 감독:             |    |                       |  |     |
| 라르스 라예르베크 |    |                       |  |     |

| 최우수 선수: 즐라탄 이브라히모비치 (스웨덴) 부심: 마티아스 아르네트 (스위스) 스테판 퀴아 (스위스) 대기심: 이반 베베크 (크로아티아) 대기 부심: 폴커 베첼 (독일) |

### 스웨덴 vs 스페인

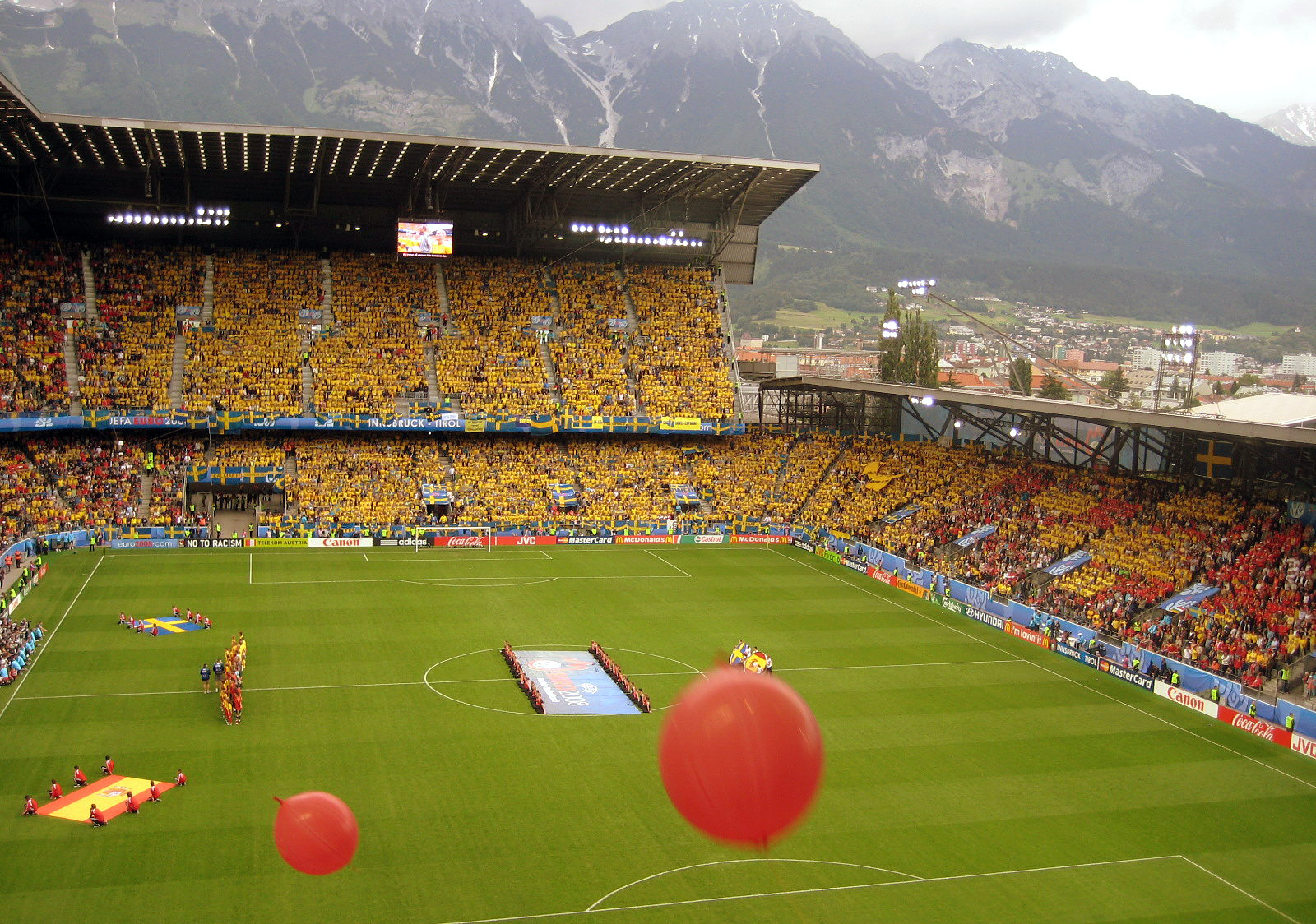
국가 연주를 위해 도열한 양국 선수들

| 스웨덴             | 1–2    | 스페인                  |
| ------------------ | ------ | ----------------------- |
| 이브라히모비치 34′ | 리포트 | 토레스 15′ · 비야 90+2′ |

| 스웨덴 | 스페인 |

| GK                | 1  | 안드레아스 이삭손     |     |     |
| RB                | 5  | 프레드리크 스토르     |     |     |
| CB                | 3  | 올로프 멜베리         |     |     |
| CB                | 4  | 페테르 한손           |     |     |
| LB                | 2  | 미카엘 닐손           |     |     |
| RM                | 11 | 요한 엘만데르         |     | 79′ |
| CM                | 19 | 다니엘 안데르손       |     |     |
| CM                | 8  | 안데르스 스벤손       | 55′ |     |
| LM                | 9  | 프레디 융베리 (주장)  |     |     |
| CF                | 17 | 헨리크 라르손         |     | 87′ |
| CF                | 10 | 즐라탄 이브라히모비치 |     | 46′ |
| 교체 선수:        |    |                       |     |     |
| FW                | 22 | 마르쿠스 로센베리     |     | 46′ |
| MF                | 18 | 세바스티안 라르손     |     | 79′ |
| MF                | 16 | 킴 셸스트룀           |     | 87′ |
| 감독:             |    |                       |     |     |
| 라르스 라예르베크 |    |                       |     |     |

| GK                | 1  | 이케르 카시야스 (주장) |     |     |
| RB                | 15 | 세르히오 라모스        |     |     |
| CB                | 4  | 카를로스 마르체나      | 53′ |     |
| CB                | 5  | 카를레스 푸욜          |     | 24′ |
| LB                | 11 | 주안 카프데빌라        |     |     |
| RM                | 6  | 안드레스 이니에스타    |     | 59′ |
| CM                | 19 | 마르코스 세나          |     |     |
| CM                | 8  | 차비                   |     | 59′ |
| LM                | 21 | 다비드 실바            |     |     |
| CF                | 7  | 다비드 비야            |     |     |
| CF                | 9  | 페르난도 토레스        |     |     |
| 교체 선수:        |    |                        |     |     |
| DF                | 2  | 라울 알비올            |     | 24′ |
| MF                | 10 | 세스크 파브레가스      |     | 59′ |
| MF                | 12 | 산티 카솔라            |     | 59′ |
| 감독:             |    |                        |     |     |
| 루이스 아라고네스 |    |                        |     |     |

| 최우수 선수: 다비드 비야 (스페인) 부심: 아드리안 이니아 (네덜란드) 한스 텐 호퍼 (네덜란드) 대기심: 크레이그 톰슨 (스코틀랜드) 대기 부심: 마르틴 발코 (슬로바키아) |

### 그리스 vs 러시아

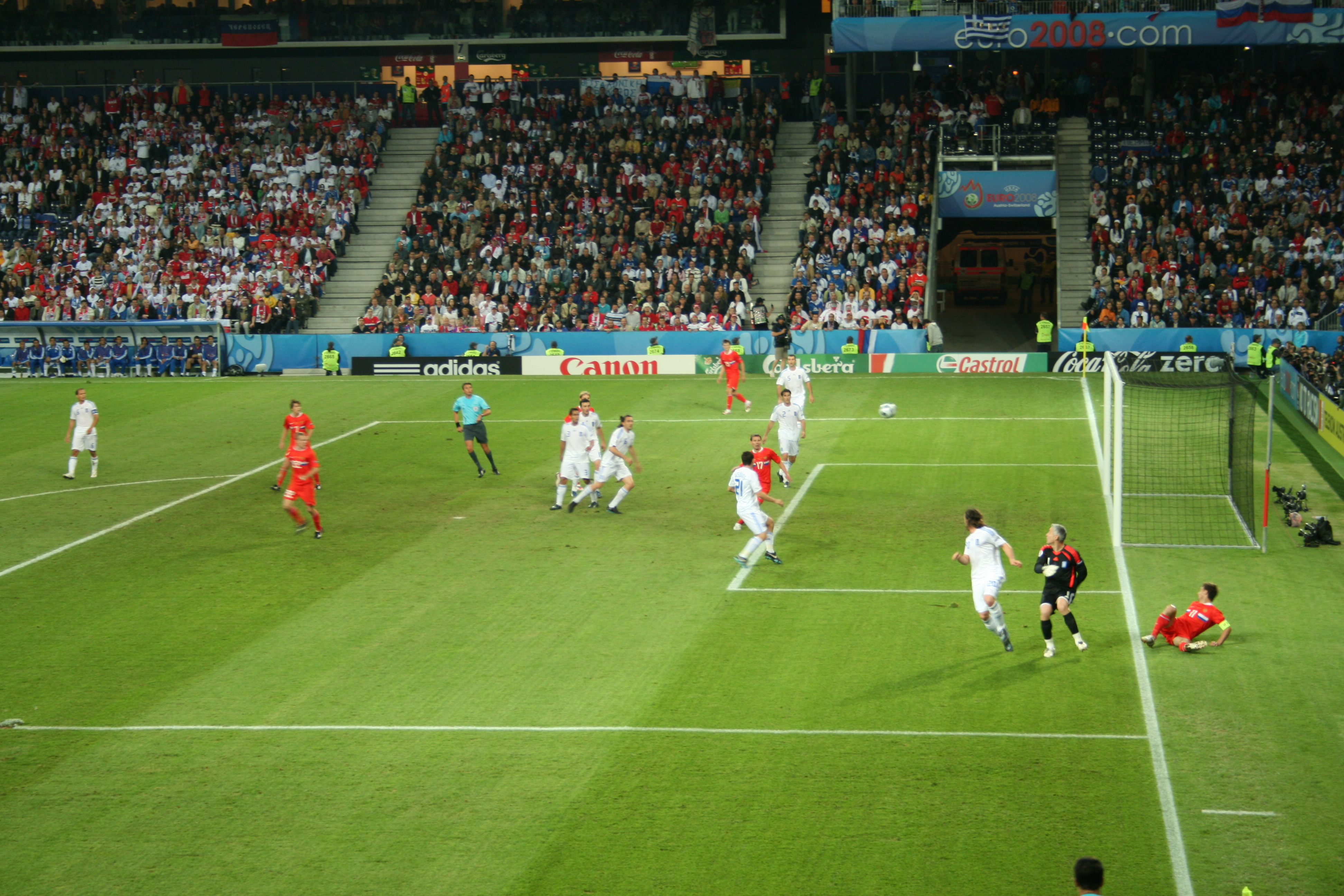
콘스탄틴 지랴노프가 찬 공이 그리스 골문으로 향하고 있다.

| 그리스 | 0-1    | 러시아       |
| ------ | ------ | ------------ |
|        | 리포트 | 지랴노프 33′ |

| 그리스 | 러시아 |

| GK          | 1  | 안토니오스 니코폴리디스  |     |     |
| RB          | 2  | 유르카스 세이타리디스    |     | 40′ |
| CB          | 5  | 트라야노스 델라스        |     |     |
| CB          | 16 | 소티리오스 키르야코스    |     |     |
| LB          | 15 | 바실리스 토로시디스      |     |     |
| RM          | 21 | 코스타스 카추라니스      |     |     |
| CM          | 6  | 앙겔로스 바시나스 (주장) |     |     |
| LM          | 3  | 흐리스토스 파차초글루    |     |     |
| AM          | 9  | 앙겔로스 하리스테아스    |     |     |
| AM          | 20 | 요안니스 아마나티디스    |     | 80′ |
| CF          | 23 | 니코스 리베로풀로스      | 58′ | 61′ |
| 교체 선수:  |    |                          |     |     |
| MF          | 10 | 요르고스 카라구니스      | 42′ | 40′ |
| FW          | 17 | 테오파니스 게카스        |     | 61′ |
| MF          | 8  | 스텔리오스 얀나코풀로스  |     | 80′ |
| 감독:       |    |                          |     |     |
| 오토 레하겔 |    |                          |     |     |

| GK          | 1  | 이고리 아킨페예프       |     |     |
| RB          | 22 | 알렉산드르 아뉴코프     |     |     |
| CB          | 8  | 데니스 콜로딘           |     |     |
| CB          | 4  | 세르게이 이그나셰비치   |     |     |
| LB          | 18 | 유리 지르코프           |     | 87′ |
| DM          | 11 | 세르게이 세마크 (주장)  |     |     |
| RM          | 7  | 드미트리 토르빈스키     | 84′ |     |
| CM          | 17 | 콘스탄틴 지랴노프       |     |     |
| CM          | 20 | 이고리 셈쇼프           |     |     |
| LM          | 15 | 디니야르 빌랼레트디노프 |     | 70′ |
| CF          | 19 | 로만 파블류첸코         |     |     |
| 교체 선수:  |    |                         |     |     |
| FW          | 9  | 이반 사엔코             | 77′ | 70′ |
| DF          | 2  | 바실리 베레주츠키       |     | 87′ |
| 감독:       |    |                         |     |     |
| 휘스 히딩크 |    |                         |     |     |

| 최우수 선수: 로만 파블류첸코 (러시아) 부심: 알레산드로 그리셀리 (이탈리아) 파올로 칼카뇨 (이탈리아) 대기심: 올레가리우 벵케렌사 (포르투갈) 대기 부심: 로만 슬리슈코 (슬로바키아) |

### 그리스 vs 스페인

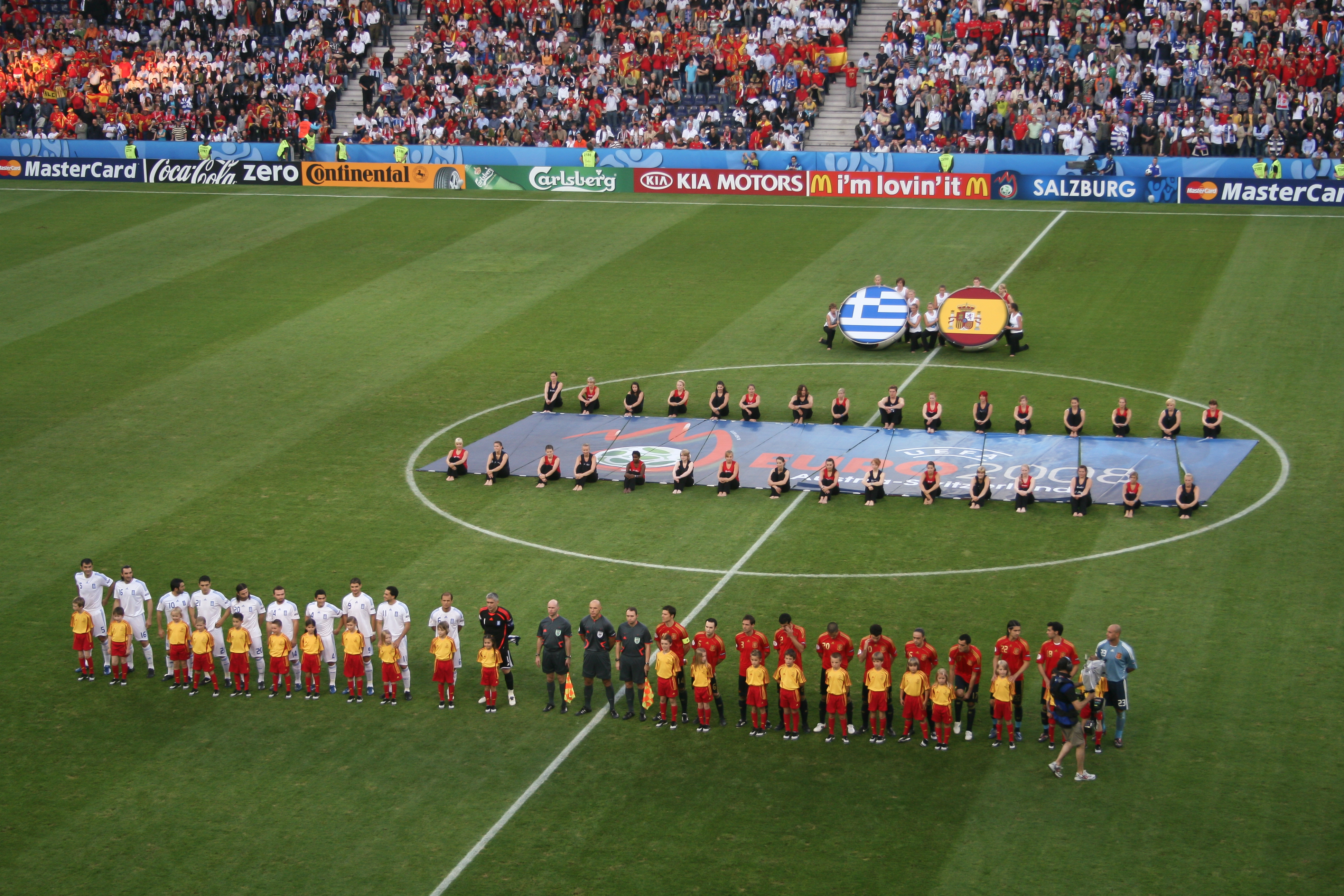
국가 연주를 앞두고 도열한 양국 선수들

| 그리스           | 1–2    | 스페인                    |
| ---------------- | ------ | ------------------------- |
| 하리스테아스 42′ | 리포트 | 데 라 레드 61′ · 귀사 88′ |

| 그리스 | 스페인 |

| GK          | 1  | 안토니오스 니코폴리디스 (주장) |       |     |
| RB          | 11 | 루카스 빈트라                  | 90+1′ |     |
| CB          | 16 | 소티리오스 키르야코스          |       | 62′ |
| CB          | 5  | 트라야노스 델라스              |       |     |
| LB          | 4  | 니코스 스피로풀로스            |       |     |
| CM          | 6  | 앙겔로스 바시나스              | 72′   |     |
| CM          | 21 | 코스타스 카추라니스            |       |     |
| RW          | 14 | 디미트리스 살핑기디스          |       | 86′ |
| AM          | 10 | 요르고스 카라구니스            | 34′   | 74′ |
| LW          | 20 | 요안니스 아마나티디스          |       |     |
| CF          | 9  | 앙겔로스 하리스테아스          |       |     |
| 교체 선수:  |    |                                |       |     |
| DF          | 19 | 파라스케바스 안차스            |       | 62′ |
| MF          | 22 | 알렉산드로스 치올리스          |       | 74′ |
| MF          | 8  | 스텔리오스 얀나코풀로스        |       | 86′ |
| 감독:       |    |                                |       |     |
| 오토 레하겔 |    |                                |       |     |

| GK                | 23 | 페페 레이나         |     |     |
| RB                | 18 | 알바로 아르벨로아   | 45′ |     |
| CB                | 2  | 라울 알비올         |     |     |
| CB                | 20 | 후아니토            |     |     |
| LB                | 3  | 페르난도 나바로     |     |     |
| CM                | 22 | 루벤 데 라 레드     |     |     |
| CM                | 14 | 샤비 알론소 (주장)  |     |     |
| RW                | 16 | 세르히오 가르시아   |     |     |
| AM                | 10 | 세스크 파브레가스   |     |     |
| LW                | 6  | 안드레스 이니에스타 |     | 58′ |
| CF                | 17 | 다니엘 귀사         | 41′ |     |
| 교체 선수:        |    |                     |     |     |
| MF                | 12 | 산티 카솔라         |     | 58′ |
| 감독:             |    |                     |     |     |
| 루이스 아라고네스 |    |                     |     |     |

| 최우수 선수: 샤비 알론소 (스페인) 부심: 마이크 멀러키 (잉글랜드) 대런 캔 (잉글랜드) 대기심: 스테판 라누아 (프랑스) 대기 부심: 마르쿠스 마이르 (오스트리아) |

### 러시아 vs 스웨덴

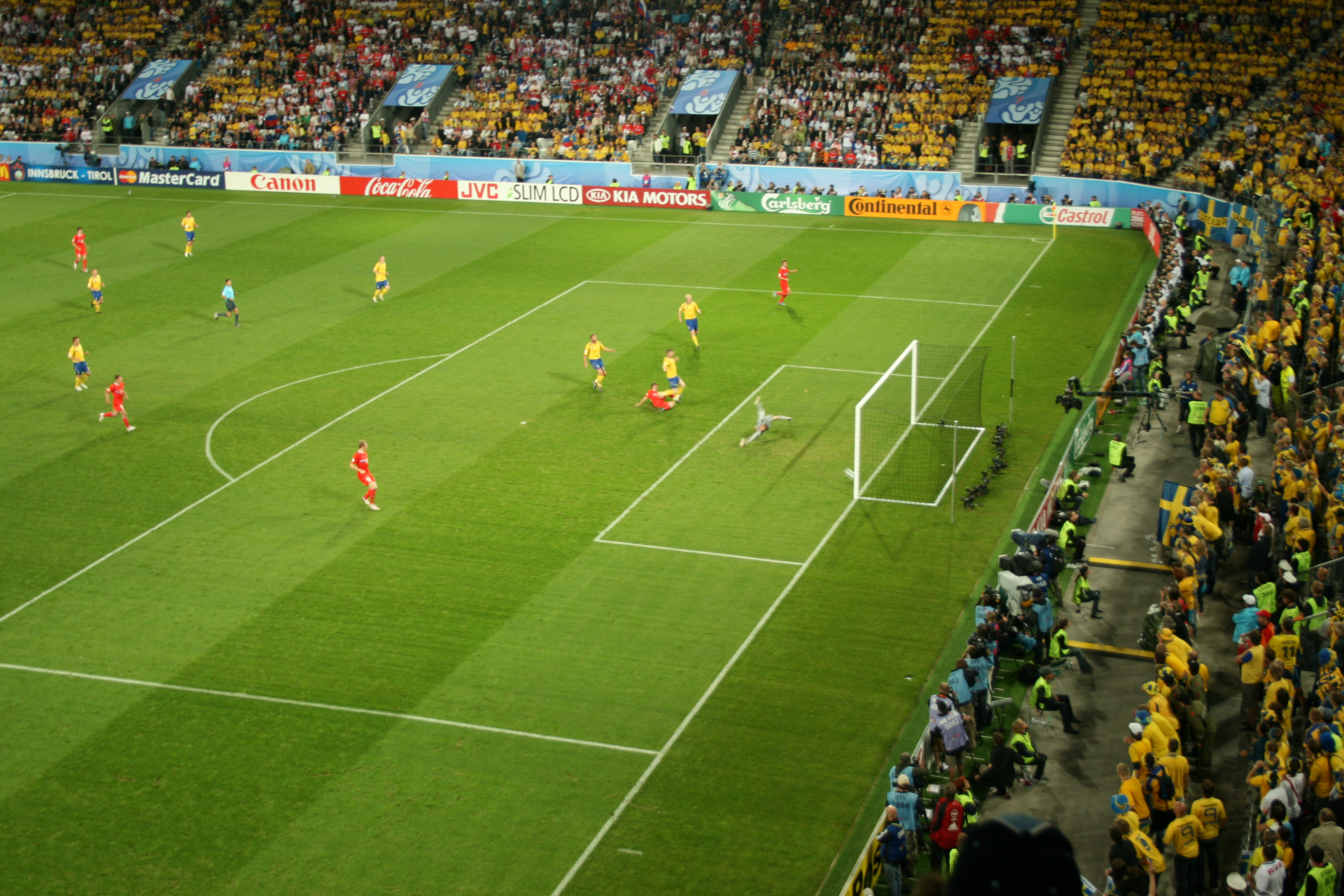
쐐기골을 득점하는 안드레이 아르샤빈

| 러시아                        | 2–0    | 스웨덴 |
| ----------------------------- | ------ | ------ |
| 파블류첸코 24′ · 아르샤빈 50′ | 리포트 |        |

| 러시아 | 스페인 |

| GK          | 1  | 이고리 아킨페예프       |     |     |
| RB          | 22 | 알렉산드르 아뉴코프     |     |     |
| CB          | 4  | 세르게이 이그나셰비치   |     |     |
| CB          | 8  | 데니스 콜로딘           | 76′ |     |
| LB          | 18 | 유리 지르코프           |     |     |
| DM          | 11 | 세르게이 세마크 (주장)  | 57′ |     |
| RM          | 17 | 콘스탄틴 지랴노프       |     |     |
| CM          | 20 | 이고리 셈쇼프           |     |     |
| LM          | 15 | 디니야르 빌랼레트디노프 |     | 66′ |
| SS          | 10 | 안드레이 아르샤빈       | 65′ |     |
| CF          | 19 | 로만 파블류첸코         |     | 90′ |
| 교체 선수:  |    |                         |     |     |
| FW          | 9  | 이반 사엔코             |     | 66′ |
| MF          | 23 | 블라디미르 비스트로프   |     | 90′ |
| 감독:       |    |                         |     |     |
| 휘스 히딩크 |    |                         |     |     |

| GK                | 1  | 안드레아스 이삭손     | 10′ |     |
| RB                | 5  | 프레드리크 스토르     |     |     |
| CB                | 3  | 올로프 멜베리         |     |     |
| CB                | 4  | 페테르 한손           |     |     |
| LB                | 2  | 미카엘 닐손           |     | 79′ |
| RM                | 11 | 요한 엘만데르         | 49′ |     |
| CM                | 19 | 다니엘 안데르손       |     | 56′ |
| CM                | 8  | 안데르스 스벤손       |     |     |
| LM                | 9  | 프레디 융베리 (주장)  |     |     |
| CF                | 17 | 헨리크 라르손         |     |     |
| CF                | 10 | 즐라탄 이브라히모비치 |     |     |
| 교체 선수:        |    |                       |     |     |
| MF                | 16 | 킴 셸스트룀           |     | 56′ |
| FW                | 20 | 마르쿠스 알베크       |     | 79′ |
| 감독:             |    |                       |     |     |
| 라르스 라예르베크 |    |                       |     |     |

| 최우수 선수: 안드레이 아르샤빈 (러시아) 부심: 알렉스 페르스트라턴 (벨기에) 페터르 헤르만스 (벨기에) 대기심: 크리스티안 야콥손 (아이슬란드) 후보 대기심: 에곤 베로이터 (오스트리아) |